# El emigrante (chanson)
El Emigrante est une chanson écrite et interprétée par le chanteur espagnol de flamenco Juanito Valderrama. Cette copla, composée en 1949, est considérée comme l'une des créations les plus remarquables et emblématiques de Valderrama.
Elle fut écrite à la suite de la Guerre d'Espagne qui causa l'exil de milliers d'Espagnols pour des raisons politiques ou économiques.
Juanito Valderrama, qui pendant la Guerre civile avait joué pour la CNT, fut convoqué en 1950 pour chanter El Emigrante à Franco en personne, qui le félicita pour sa chanson, qu'il taxa de "patriotique". Le dictateur alla jusqu'à demander un rappel à la fin de l'inteprétation,. 
En ce qui concerne le titre de la chanson, Valderrama a déclaré en 2004 : J'ai écrit El emigrante quand j'ai vu les Espagnols qui sont allés au Maroc pleurer. Je l'aurais appelé El exiliado, mais ils m'auraient tiré dessus.
Cette copla est devenue un hymne pour les émigrés espagnols. Elle fait l'objet de nombreuses reprises, dont celles de Paco de Lucia, Vicente Amigo et El Pele, Guillaume Lopez.